# Little Woods
Little Woods ist ein US-amerikanisch-australisches Filmdrama aus dem Jahr 2018. Regie führte Nia DaCosta, die auch das Drehbuch schrieb. Die Hauptrollen übernahmen Tessa Thompson und Lily James.

## Handlung
Die junge Frau Ollie Hale steht unter Bewährungsaufsicht, nachdem sie beim illegalen Überschreiten der Grenze zwischen den USA und Kanada festgenommen wurde. In Kanada hatte sie regelmäßig verschreibungspflichtige Opiate für ihre todkranke Mutter besorgt. Nebenbei hatte sie auch mit diesen und ähnlichen Rauschmitteln gedealt. Ihre Bewährungszeit ist fast abgelaufen und ihre Mutter ist inzwischen verstorben. Allen Versuchungen zum Trotz verkauft sie jetzt statt Drogen hausgemachte Pausenverpflegung auf Baustellen und bestreitet so ihren kargen Lebensunterhalt. Mit Billigung ihres Bewährungshelfers bewirbt sie sich um einen Job in einer anderen Gegend, um dort einen Neuanfang zu starten.
Ihre Halbschwester Deb lebt mit ihrem kränkelnden Sohn in einem heruntergekommenen Wohnwagen und ist ungewollt schwanger. Mangels Krankenversicherung kann sie sich die Schwangerschaft nicht leisten und entschließt sich zu einer Abtreibung. Ollie will ihr das von ihrer Mutter hinterlassene Häuschen überschreiben, doch das soll zwangsversteigert werden. Um das zu verhindern, verkauft Ollie Opiate, die sie seinerzeit kurz vor ihrer Festnahme an der Grenze versteckt hatte. Sie wird dabei von dem lokalen Drogenhändler bedroht und muss ihm einen Anteil zahlen.
Aufgeschreckt durch einen spontanen Hausbesuch ihres möglicherweise misstrauisch gewordenen Bewährungshelfers, versteckt Ollie die restlichen Pillen und ihr gesamtes Geld in Debs Wohnwagen, doch das illegal geparkte Fahrzeug wird abgeschleppt. Als sie in den sichergestellten Wohnwagen einbricht, sind das Geld und die Pillen verschwunden. Daraufhin beschließt sie, für den Dealer Bill Drogen über die Grenze zu schmuggeln und fährt ihre Schwester zu einer Abtreibungsklinik in Kanada.

## Produktion und Veröffentlichung
2017 wurde die Besetzung bekannt gegeben, die Hauptrollen übernahmen Tessa Thompson, und Lily James, die Regie Nia DaCosta nach einem von ihr geschriebenen Drehbuch.
Im April 2018 hatte der Film seine Weltpremiere auf dem Tribeca Film Festival. Im September 2018 lief er außerdem auf dem Los Angeles Film Festival und wurde am 19. April 2019 veröffentlicht.

## Rezeption
Bei Rotten Tomatoes hat der Film eine Zustimmungsrate von 95 Prozent, basierend auf 94 Kritiken. Bei Metacritic hat der Film eine Punktzahl von 74/100, basierend auf 21 Kritiken, was auf „allgemein positive Bewertungen“ hinweist.
Brian Tallerico von rogerebert.com verlieh dem Film 3 von 4 Sternen.